# Apulco (municipalité)
Pour les articles homonymes, voir Apulco.
Apulco est une municipalité de l'état de Zacatecas, au Mexique. La municipalité couvre une superficie de 202,7 km2 et compte 4 738 habitants en 2015.